# ريناتو زاكاريلي
ريناتو زاكـّاريلـّي (Renato Zaccarelli) ، (أنكونا، 18 يناير 1951) ، لاعب كرة قدم إيطالي سابق.
لعب مع منتخب إيطاليا لكرة القدم.

## مسيرته في الأندية
أصبح زاكاريلي ثالث لاعب من حيث عدد المشاركات في المبارابات مع نادي تورينو في الدوري الإيطالي بعد جورجو فيريني وباولو بوليتشي. دخل مجموعة تورينو للشباب في سن 15 عاما، ثم تم بيعه لاكتساب الخبرة في الدوري الإيطالي الدرجة الثانية مع كاتانيا ونوفارا، حتى ظهوره الأول في الدرجة الأولى مع هيلاس فيرونا في عام 1973. عاد إلى تورينو في صيف عام 1974؛ وشكل خط وسط قوي مع إرالدو بيتشي وكلاوديو سالا وباتريتسيو سالا في الموسم التالي. فاز بالسكوديتو مع تورينو في موسم 1975–76.
اعتزل في نهاية موسم 1986-87 مع تورينو، بعد أن قدم 413 مباراة وسجل 21 هدفًا في جميع المسابقات.

## المسيرة الدولية
مثّل زاكاريلي منتخب إيطاليا لكرة القدم لخمس سنوات، حيث شارك في 25 مباراة وسجل هدفين. شارك في كأس العالم 1978 في الأرجنتين، حيث احتلت إيطاليا المركز الرابع. لعب بديلا لجانكارلو أنتونيوني، وشارك في خمس مباريات في البطولة وسجل هدفًا واحدًا خلال المباراة التي انتصروا فيها 2-1 على فرنسا.

## أسلوب اللعب
كان زاكاريلي صانع ألعاب تقليديًا متقدمًا، وكان عمليًا ذو أداء ثابت في خط الوسط. قرب نهاية مسيرته، ثم أعاد ابتكار نفسه لاحقا كلاعب ليبيرو كخط وسط إضافي. نجح في هذا حنى أنه حصل على جائزة Guerin d'Oro في عام 1986 كأفضل لاعب في موسم 1985–86.

## الإدارة
تناوب زاكاريلي بعد تقاعده على بين التدريب والإدارة. كان مديرًا لكرة القدم في تورينو تحت رئاسة روبرتو جوفياني، ثم مدريا للفريق تحت قيادة جيانماركو كاليري. تم تعيينه في موسم 1992-93 مدريا لنادي ألساندريا.
بدأ مسيرته الإدارية مع منتخب إيطاليا تحت 21 سنة، حيث بدأ مع الفربق الرديف ثم كمساعد للمدرب منتخب الشباب الأول. عاد إلى تورينو في 2002 كرئيس لمجموعة الشباب، ثم مديرًا عامًا في 2003، خلفًا لساندرو ماتسولا. قام لاحقًا بتدريب تورينو خلال موسم 2002-2003 (خلفًا لرينزو أوليفيري) ثم في موسم 2004-05 بدوري الدرجة الثانية، وفاز في النهائي ضد بيروجيا. انتقل إلى بولونيا في 2005-06 كمدير لكرة القدم.

## روابط خارجية
- ريناتو زاكاريلي على موقع الاتحاد الدولي (مؤرشف)  (الإنجليزية)
- ريناتو زاكاريلي على موقع قاعدة بيانات كرة القدم.إي يو (الإنجليزية)
- ريناتو زاكاريلي على موقع ناشيونال فوتبول تيمز (الإنجليزية)
- ريناتو زاكاريلي على موقع عالم كرة القدم.نت (الإنجليزية)
- ريناتو زاكاريلي على موقع كووورة